# Чемпионат Европы по футболу среди женщин 2022 (отборочный турнир)
Отборочный турнир чемпионата Европы среди женщин 2021 года — турнир, что пройдет с августа 2019 по сентябрь 2020 года и определит 15 сборных, которые примут участие в финальном турнире чемпионата Европы в Англии.
47 стран-членов УЕФА будут участвовать в квалификационном соревновании, чтобы определить 15 сборных, которые примут участие в финальном турнире чемпионата Европы. В отличие от предыдущих квалификационных соревнований, предварительный раунд был отменен, и все участники начинают отбор с квалификационного группового турнира. Кипр и Косово дебютирует на своем первом отборе к женскому чемпионату Европы.

## Формат турнира
Квалификационные соревнование состоят из двух раундов:
- Квалификационный групповой турнир (пройдёт с августа 2019 по сентябрь 2020)  — 47 команд разбиваются на девять групп по пять или шесть команд. Матчи в группах проходят по круговой системе. Девять победителей групп и три лучших команд из числа занявших вторые места (без учета результата с шестой командой в своей группе) напрямую квалифицируются в финальный турнир чемпионата Европы. Шесть худших команд из числа занявших вторые места выходят в раунд плей-офф.
- Плей-офф (пройдёт в октябре 2020) — шесть команд должны сыграть в стыковых матчах за оставшиеся три путёвки. Пары команд играют между собой два матча, победители квалифицируются в финальный турнир чемпионата Европы.

### Дополнительные показатели
При равенстве очков у нескольких команд места используются дополнительные показатели в следующем порядке:
1. Очки, набранные в матчах этих команд;
2. Разница мячей в матчах этих команд;
3. Число забитых мячей в матчах этих команд;
4. Число забитых на чужом поле мячей в матчах этих команд;
5. Если после применения первых четырёх критериев у двух или нескольких команд показатели будут всё ещё равны, первые четыре критерия повторно применяются к этим командам, с учётом только матчей между ними. В случае равенства после этой процедуры применяются остальные критерии;
6. Разница мячей в матчах группового этапа;
7. Число забитых мячей в матчах группового этапа;
8. Число забитых на чужом поле мячей в матчах группового этапа;
9. Победы в матчах группового этапа;
10. Победы на выезде в матчах группового этапа;
11. Рейтинг Fair Play УЕФА (1 очко за одну жёлтую карточку, 3 очка за красную карточку в результате двух желтых карточек, 3 очка за прямую красную карточку);
12. Положение команд в рейтинге УЕФА, применявшемся при жеребьёвке турнира.

При определении шести лучших команд, занявших вторые места в группах, не учитываются результаты матчей против команд, занявших последние места в группах. Положение команд определяется следующими критериями:
1. Количество набранных очков;
2. Лучшая разница мячей;
3. Большее количество забитых мячей;
4. Количество мячей, забитых на чужом поле;
5. Победы;
6. Победы на выезде;
7. Показатели fair play;
8. Положение команд в рейтинге УЕФА, применявшемся при жеребьёвке турнира.

В раунде плей-офф в случае равного счёта по итогам двух матчей действует правило «гола на чужом поле», применяемое после завершения дополнительного времени матча. Если победитель не определён по итогам дополнительного времени, то пробиваются послематчевые пенальти.

## Календарь матчей
| Этап                              | Дата проведения |
| --------------------------------- | --------------- |
| Квалификационный групповой турнир |                 |
| 26 августа - 3 сентября 2019      |                 |
| 30 сентября - 8 октября 2019      |                 |
| 4 - 12 ноября 2019                |                 |
| 2 - 11 марта 2020                 |                 |
| 6 - 14 апреля 2020                |                 |
| 1 - 9 июня 2020                   |                 |
| 14 - 22 сентября 2020             |                 |
| Плей-офф                          |                 |
| 19 - 27 октября 2020              |                 |

## Участники
Рейтинг команд рассчитывается на основе их выступлений в следующих турнирах:
- Чемпионат мира 2015 года и отборочный турнир к нему (20%);
- Чемпионат Европы 2017 года и отборочный турнир к нему (40%);
- Отборочный турнир к чемпионату мира 2019 (40%).

Организатор турнира —  Англия
| Корзина 1 | Корзина 2 | Корзина 3 |
| --- | --- | --- |
| - Франция (40,775) - Германия (40,405) - Нидерланды (40,003) - Испания (39,181) - Швеция (36,608) - Норвегия (36,060) - Швейцария (35,481) - Шотландия (35,237) - Италия (34,741)      | - Австрия (33,503) - Дания (32,935) - Исландия (32,012) - Бельгия (32,007) - Россия (28,187) - Уэльс (28,042) - Украина (27,260) - Финляндия (25,907) - Чехия (25,007)                                       | - Португалия (25,002) - Ирландия (24,617) - Польша (23,712) - Румыния (22,432) - Сербия (19,846) - Словения (18,207) - Венгрия (17,601) - Босния и Герцеговина (17,056) - Беларусь (16,361) |
| Корзина 4 | Корзина 5 | |
| - Турция (16,142) - Словакия (16,046) - Хорватия (15,921) - Северная Ирландия (14,966) - Греция (14,868) - Израиль (12,771) - Казахстан (12,453) - Албания (10,899) - Молдова (10,899) | - Фарерские острова (7,777) - Мальта (7,556) - Северная Македония (7,242) - Эстония (7,225) - Черногория (7,106) - Грузия (6,500) - Латвия (5,702) - Литва (4,973) - Азербайджан (0) - Кипр (0) - Косово (0) | |

## Квалификационный турнир
| Условные цветовые обозначения                          |
| ------------------------------------------------------ |
| Сборная вышла в финальную часть чемпионата Европы 2021 |
| Сборная вышла в раунд плей-офф                         |
| Сборная не вышла из группы                             |

Жеребьёвка квалификационного группового турнира состоялась 22 февраля 2019 в штаб-квартире УЕФА в Ньоне, Швейцария.

### Группа A
| М | Команда    | И | В | Н | П | Мячи    | ±   | О  |
| - | ---------- | - | - | - | - | ------- | --- | -- |
| 1 | Нидерланды | 9 | 9 | 0 | 0 | 42 − 3  | +39 | 27 |
| 2 | Россия     | 8 | 6 | 0 | 2 | 18 − 5  | +13 | 18 |
| 3 | Словения   | 8 | 4 | 0 | 4 | 20 − 12 | +8  | 12 |
| 4 | Косово     | 8 | 3 | 1 | 4 | 6 − 20  | −14 | 10 |
| 5 | Турция     | 8 | 0 | 2 | 6 | 4 − 26  | −22 | 2  |
| 6 | Эстония    | 7 | 0 | 1 | 6 | 1 − 25  | −24 | 1  |

И — игры, В — выигрыши, Н — ничьи, П — проигрыши, Мячи — забитые и пропущенные голы, ± — разница голов, О — очки

### Группа B
| М | Команда              | И | В | Н | П | Мячи    | ±   | О  |
| - | -------------------- | - | - | - | - | ------- | --- | -- |
| 1 | Дания                | 9 | 9 | 0 | 0 | 48 − 1  | +47 | 27 |
| 2 | Италия               | 8 | 7 | 0 | 1 | 25 − 5  | +20 | 21 |
| 3 | Босния и Герцеговина | 9 | 5 | 0 | 4 | 16 − 17 | −1  | 15 |
| 4 | Израиль              | 8 | 2 | 1 | 5 | 10 − 16 | −6  | 7  |
| 5 | Мальта               | 8 | 1 | 1 | 6 | 5 − 30  | −25 | 4  |
| 6 | Грузия               | 8 | 0 | 0 | 8 | 3 − 38  | −35 | 0  |

И — игры, В — выигрыши, Н — ничьи, П — проигрыши, Мячи — забитые и пропущенные голы, ± — разница голов, О — очки

### Группа C
| М | Команда           | И | В | Н | П | Мячи   | ±   | О  |
| - | ----------------- | - | - | - | - | ------ | --- | -- |
| 1 | Норвегия          | 6 | 6 | 0 | 0 | 34 − 1 | +33 | 18 |
| 2 | Уэльс             | 7 | 3 | 2 | 2 | 13 − 4 | +9  | 11 |
| 3 | Северная Ирландия | 6 | 2 | 2 | 2 | 9 − 14 | −5  | 8  |
| 4 | Беларусь          | 5 | 2 | 0 | 3 | 9 − 9  | 0   | 6  |
| 5 | Фарерские острова | 6 | 0 | 0 | 6 | 0 − 37 | −37 | 0  |

И — игры, В — выигрыши, Н — ничьи, П — проигрыши, Мячи — забитые и пропущенные голы, ± — разница голов, О — очки

### Группа D
| М | Команда     | И | В | Н | П | Мячи   | ±   | О  |
| - | ----------- | - | - | - | - | ------ | --- | -- |
| 1 | Польша      | 7 | 4 | 2 | 1 | 16 − 2 | +14 | 14 |
| 2 | Испания     | 5 | 4 | 1 | 0 | 22 − 1 | +21 | 13 |
| 3 | Чехия       | 7 | 4 | 1 | 2 | 17 − 9 | +8  | 13 |
| 4 | Молдова     | 5 | 1 | 0 | 4 | 3 − 25 | −22 | 3  |
| 5 | Азербайджан | 6 | 0 | 0 | 6 | 1 − 22 | −21 | 0  |

И — игры, В — выигрыши, Н — ничьи, П — проигрыши, Мячи — забитые и пропущенные голы, ± — разница голов, О — очки

### Группа E
| М | Команда    | И | В | Н | П | Мячи   | ±   | О  |
| - | ---------- | - | - | - | - | ------ | --- | -- |
| 1 | Финляндия  | 5 | 4 | 1 | 0 | 17 − 2 | +15 | 13 |
| 2 | Португалия | 4 | 3 | 1 | 0 | 6 − 1  | +5  | 10 |
| 3 | Шотландия  | 4 | 3 | 0 | 1 | 16 − 1 | +15 | 9  |
| 4 | Албания    | 6 | 1 | 0 | 5 | 3 − 20 | −17 | 3  |
| 5 | Кипр       | 5 | 0 | 0 | 5 | 0 − 18 | −18 | 0  |

И — игры, В — выигрыши, Н — ничьи, П — проигрыши, Мячи — забитые и пропущенные голы, ± — разница голов, О — очки

### Группа F
| М | Команда  | И | В | Н | П | Мячи    | ±   | О  |
| - | -------- | - | - | - | - | ------- | --- | -- |
| 1 | Швеция   | 7 | 6 | 1 | 0 | 34 − 2  | +32 | 19 |
| 2 | Исландия | 6 | 4 | 1 | 1 | 21 − 4  | +17 | 13 |
| 3 | Словакия | 6 | 3 | 1 | 2 | 6 − 10  | −4  | 10 |
| 3 | Венгрия  | 7 | 2 | 1 | 4 | 11 − 19 | −8  | 7  |
| 5 | Латвия   | 8 | 0 | 0 | 8 | 2 − 39  | −37 | 0  |

И — игры, В — выигрыши, Н — ничьи, П — проигрыши, Мячи — забитые и пропущенные голы, ± — разница голов, О — очки

### Группа G
| М | Команда            | И | В | Н | П | Мячи    | ±   | О  |
| - | ------------------ | - | - | - | - | ------- | --- | -- |
| 1 | Франция            | 6 | 5 | 1 | 0 | 29 − 0  | +29 | 16 |
| 2 | Австрия            | 6 | 5 | 1 | 0 | 21 − 0  | +21 | 16 |
| 3 | Сербия             | 7 | 4 | 0 | 3 | 21 − 11 | +10 | 12 |
| 4 | Северная Македония | 7 | 1 | 0 | 6 | 5 − 39  | −34 | 3  |
| 5 | Казахстан          | 6 | 0 | 0 | 6 | 2 − 28  | −26 | 0  |

И — игры, В — выигрыши, Н — ничьи, П — проигрыши, Мячи — забитые и пропущенные голы, ± — разница голов, О — очки

### Группа H
| М | Команда   | И | В | Н | П | Мячи    | ±   | О  |
| - | --------- | - | - | - | - | ------- | --- | -- |
| 1 | Швейцария | 7 | 6 | 1 | 0 | 20 − 2  | +18 | 19 |
| 2 | Бельгия   | 7 | 6 | 0 | 1 | 33 − 5  | +28 | 18 |
| 3 | Румыния   | 7 | 3 | 0 | 4 | 12 − 16 | −4  | 9  |
| 4 | Хорватия  | 6 | 1 | 1 | 4 | 6 − 18  | −12 | 4  |
| 5 | Литва     | 7 | 0 | 0 | 7 | 1 − 31  | −30 | 0  |

И — игры, В — выигрыши, Н — ничьи, П — проигрыши, Мячи — забитые и пропущенные голы, ± — разница голов, О — очки

### Группа I
| М | Команда    | И | В | Н | П | Мячи    | ±   | О  |
| - | ---------- | - | - | - | - | ------- | --- | -- |
| 1 | Германия   | 6 | 6 | 0 | 0 | 37 − 0  | +37 | 18 |
| 2 | Ирландия   | 7 | 4 | 1 | 2 | 10 − 7  | +3  | 13 |
| 3 | Украина    | 7 | 4 | 0 | 3 | 14 − 20 | −6  | 12 |
| 4 | Греция     | 7 | 2 | 1 | 4 | 6 − 15  | −9  | 7  |
| 5 | Черногория | 7 | 0 | 0 | 7 | 1 − 26  | −25 | 0  |

И — игры, В — выигрыши, Н — ничьи, П — проигрыши, Мячи — забитые и пропущенные голы, ± — разница голов, О — очки

### Сравнение команд, занявших вторые места в группах
Первые три команды квалифицируются в финальный турнир чемпионата Европы. Остальные — выходят в раунд плей-офф.
| М | Команда    | И | В | Н | П | Мячи   | ±   | О  |
| - | ---------- | - | - | - | - | ------ | --- | -- |
| 1 | Бельгия    | 7 | 6 | 0 | 1 | 33 − 5 | +28 | 18 |
| 2 | Австрия    | 6 | 5 | 1 | 0 | 21 − 0 | +21 | 16 |
| 3 | Италия     | 6 | 5 | 0 | 1 | 18 − 5 | +13 | 15 |
| 4 | Испания    | 5 | 4 | 1 | 0 | 22 − 1 | +21 | 13 |
| 5 | Исландия   | 6 | 4 | 1 | 1 | 21 − 4 | +17 | 13 |
| 6 | Ирландия   | 7 | 4 | 1 | 2 | 10 − 7 | +3  | 13 |
| 7 | Россия     | 6 | 4 | 0 | 2 | 11 − 5 | +6  | 12 |
| 8 | Уэльс      | 7 | 3 | 2 | 2 | 13 − 4 | +9  | 11 |
| 9 | Португалия | 4 | 3 | 1 | 0 | 6 − 1  | +5  | 10 |

И — игры, В — выигрыши, Н — ничьи, П — проигрыши, Мячи — забитые и пропущенные голы, ± — разница голов, О — очки

## Раунд плей-офф
Жеребьёвка плей-офф, определившая порядок матчей, состоится 25 сентября 2020 года в штаб-квартире УЕФА в Ньоне, Швейцария.
| Команда 1  | Итог           | Команда 2         | 1-й матч | 2-й матч |
| ---------- | -------------- | ----------------- | -------- | -------- |
| Украина    | 1-4            | Северная Ирландия | 1-2      | 0-2      |
| Португалия | 0-1            | Россия            | 0-1      | 0-0      |
| Чехия      | 2-2 (2-3 пен.) | Швейцария         | 1-1      | 1-1      |

## Квалифицировавшиеся команды
| Команда           | Метод квалификации               | Дата квалификации | Участие в финалах | Последнее участие                                               | Лучший результат                                        | Рейтинг |
| ----------------- | -------------------------------- | ----------------- | ----------------- | --------------------------------------------------------------- | ------------------------------------------------------- | ------- |
| Англия            | Организатор                      | 3 декабря 2018    | 8                 | 1984, 1987, 1995, 2001, 2005, 2009, 2013, 2017                  | Финал (1984, 2009)                                      |         |
| Германия          | Победитель отборочной группы I   | 23 октября 2020   | 10                | 1989, 1991, 1993, 1995, 1997, 2001, 2005, 2009, 2013, 2017      | Победа (1989, 1991, 1995, 1997, 2001, 2005, 2009, 2013) |         |
| Нидерланды        | Победитель отборочной группы A   | 23 октября 2020   | 3                 | 2009, 2013, 2017                                                | Победа (2017)                                           |         |
| Дания             | Победитель отборочной группы B   | 27 октября 2020   | 9                 | 1984, 1991, 1993, 1997, 2001, 2005, 2009, 2013, 2017            | Финал (2017)                                            |         |
| Норвегия          | Победитель отборочной группы C   | 27 октября 2020   | 11                | 1987,1989, 1991, 1993, 1995, 1997, 2001, 2005, 2009, 2013, 2017 | Победа (1987, 1993)                                     |         |
| Швеция            | Победитель отборочной группы F   | 27 октября 2020   | 10                | 1984, 1987,1989, 1995, 1997, 2001, 2005, 2009, 2013, 2017       | Победа (1984)                                           |         |
| Финляндия         | Победитель отборочной группы E   |                   | 3                 | 2005, 2009, 2013                                                | Полуфинал                                               |         |
| Франция           | Победитель отборочной группы G   |                   | 6                 | 1997, 2001, 2005, 2009, 2013, 2017                              | Групповой этап                                          |         |
| Бельгия           | Победитель отборочной группы H   |                   | 1                 | 2017                                                            | Групповой этап                                          |         |
| Испания           | Победитель отборочной группы D   |                   | 3                 | 1997, 2013, 2017                                                | Полуфинал                                               |         |
| Австрия           | Второе место в отборочной группе |                   | 1                 | 2017                                                            | 3-е место (2017)                                        |         |
| Исландия          | Второе место в отборочной группе |                   | 3                 | 2009, 2013, 2017                                                | Четвертьфинал                                           |         |
| Италия            | Второе место в отборочной группе |                   | 11                | 1984, 1987,1989, 1991, 1993, 1997, 2001, 2005, 2009, 2013, 2017 | Финалист (1993, 1997)                                   |         |
| Россия            | Победитель плей-офф              |                   | 5                 | 1997, 2001, 2009, 2013, 2017                                    | Групповой этап                                          |         |
| Швейцария         | Победитель плей-офф              |                   | 1                 | 2017                                                            | Групповой этап                                          |         |
| Северная Ирландия | Победитель плей-офф              |                   | 0                 | Дебют                                                           |                                                         |         |